# آلمان‌دوست

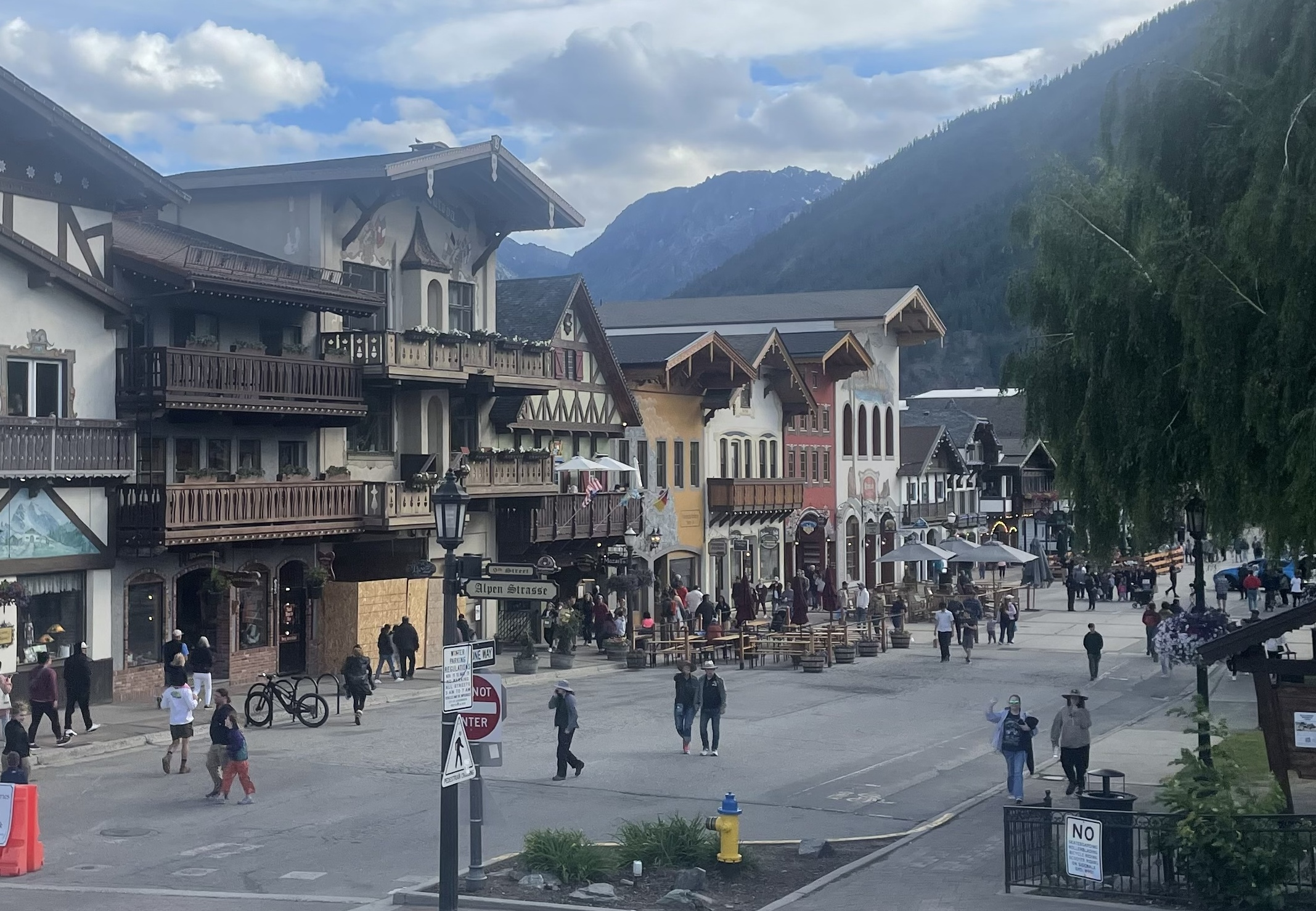
خیابان اصلی در لیون‌ورث، واشنگتن

آلمان‌دوست، آلمانوفیل یا ژِرمَنوفیل (به انگلیسی: Germanophile) به شخصی گفته می‌شود که دوستدار فرهنگ آلمان، مردم آلمان یا به طور کلی آلمان است. این اصطلاح به خصوص در قرون ۱۹ و ۲۰ رایج شد. بعد از آن که کشور متحد آلمان تشکیل شد و امپراتوری آلمان به اوج رسید.
این اصطلاح همچنین برای اشاره به سیستم آموزشی آلمان که توسط ویلهلم فون هومبولت ایجاد شد به طور رایج استفاده می‌شد. این سیستم در آن زمان پیشتاز بود سیستم‌های آموزشی بسیاری از دانشگاه اسلو تا هاروارد از روی آن کپی برداری شدند.